# 綱町三井倶楽部
綱町三井倶楽部（つなまちみついくらぶ）は、東京都港区三田二丁目（旧芝三田綱町）に整備された建物及び庭園である。通常、三井倶楽部（みついくらぶ）と略して呼ばれる。
日向坂を登りきった島津淡路守江戸藩邸跡地に建てられ、南側の斜面及び低地には庭園が広がり、2009年（平成21年）頃まで、藩邸の長屋がそのまま現存していた。周辺にはオーストラリア大使館、イタリア大使館が所在する。

## 歴史
1910年（明治43年）、三井総領家第10代当主・三井八郎右衞門高棟が、ジョサイア・コンドルに設計を依頼し、日向・佐土原藩（佐土原島津家）の江戸藩邸（上屋敷）跡に計画した賓客接待所で、当初は「綱町三井別邸」と称し、1913年（大正2年）12月に竣工した。
建物はルネサンス様式を基調としてまとめられ、左右対称の正面の中央間および両脇間の軒の円弧状ペディメントとオキュラス飾りがこの建物を特徴づけており、両側面のベイ・ウインドウ上の前方に迫り出した弓状ペディメントとともに、バロック的手法を覗かせている。背面庭園側の立面は、1・2階アーケード・ベランダの中央部が局面状に張り出し、軒中央に円弧状ペディメントとオキュラスを飾るなど、ここにもバロック的構成を見ることができる。外壁にタイルを用い出したことも、コンドルの新しい試みである。内部も1・2階吹抜けのホールとステンドグラスをはめたドーム天井、階段室の構成や、各室の優雅な装飾など見るべきものが多く、コンドルの後期作品の中でも室内装飾の傑出した作品となっている。南側庭園の設計もコンドルによるもので、地形上の段差を取り入れた庭園の構成は、バロック的構想に基づいている。
関東大震災による被害で、倒壊は免れたものの、そのままの状態では使用に耐えず、大改修を行い、1929年（昭和4年）に耐震改修工事が完了した。

### 戦後
敗戦で綱町三井倶楽部は米軍のオフィサーズクラブとして接収され、さまざまな改造が施されたが、随所にオリジナルとはまったく違うペンキが塗りたくられた他は、建物として致命的な改造とまでは至らなかった。接収は、1953年（昭和28年）1月1日に三井不動産に返還されたことにより終了している。
1965年（昭和40年）2月末、地下1階地上2階、鉄筋コンクリート造の別館が完成。別館2階には、300㎡を超える大ホールがつくられた。その後も逐次、改修工事が行われている。

## 会員以外の利用について
三井グループの会員制倶楽部で、会員以外の利用は原則不可だが、会員会社の管理職以上の役職者や役員OBの紹介があれば、会員以外でも、本館、別館の利用は可能である。また会員会社の正社員・正社員OB等の紹介があれば、会員以外でも婚礼での利用も可能となっている。

## 沿革
- 1910年（明治43年）- 佐土原藩の江戸藩邸跡に三井八郎右衞門高棟がジョサイア・コンドルに設計を依頼し建築。
- 1913年（大正2年）- 竣工。三井財閥の迎賓館として使用。終戦直前には海軍の参謀連絡所に。
- 1945年（昭和20年）- 米軍に接収。
- 1953年（昭和28年）1月1日 - 接収が終了し、三井不動産に返還。
- 1965年（昭和40年）2月末 - 別館完成。

## 会員企業一覧
- IHI[6]
- 王子ホールディングス[6]
- 三機工業[6]
- 商船三井[6]
- 新日本空調[6]
- 大樹生命保険[6]
- 太平洋セメント[6]
- デンカ[6]
- 東芝[6]
- 東レ[6]
- トヨタ自動車[6]
- ニップン[6]
- 日本製紙[6]
- 日本紙パルプ商事[6]
- 日本製鋼所[6]
- BIPROGY[6]
- フジクラ[6]
- 富士フイルム[6]
- 三井化学[6]
- 三井金属鉱業[6]
- 三井住友海上火災保険[6]
- 三井住友銀行[6]
- 三井住友建設[6]
- 三井住友トラスト・ホールディングス[6]
- 三井倉庫ホールディングス[6]
- 三井造船[6]
- 三井物産[6]
- 三井不動産[6]
- 三井不動産リアルティ[6]
- 三越伊勢丹ホールディングス[6]

## ロケ地

### 広告
- 田崎真珠 - モデルは松本孝美。

### 映画・テレビドラマ
- Let's豪徳寺!（1987年公開） - 三田寛子主演、前田陽一監督作品。豪徳寺家のお屋敷として登場。
- あげまん（1990年公開） - 伊丹十三監督作品。
- 総理と呼ばないで（1997年 フジテレビ） - 田村正和主演。外観のみ総理大臣官邸として登場。
- 天皇の料理番（2015年版 TBS） - 佐藤健主演。

## 画像

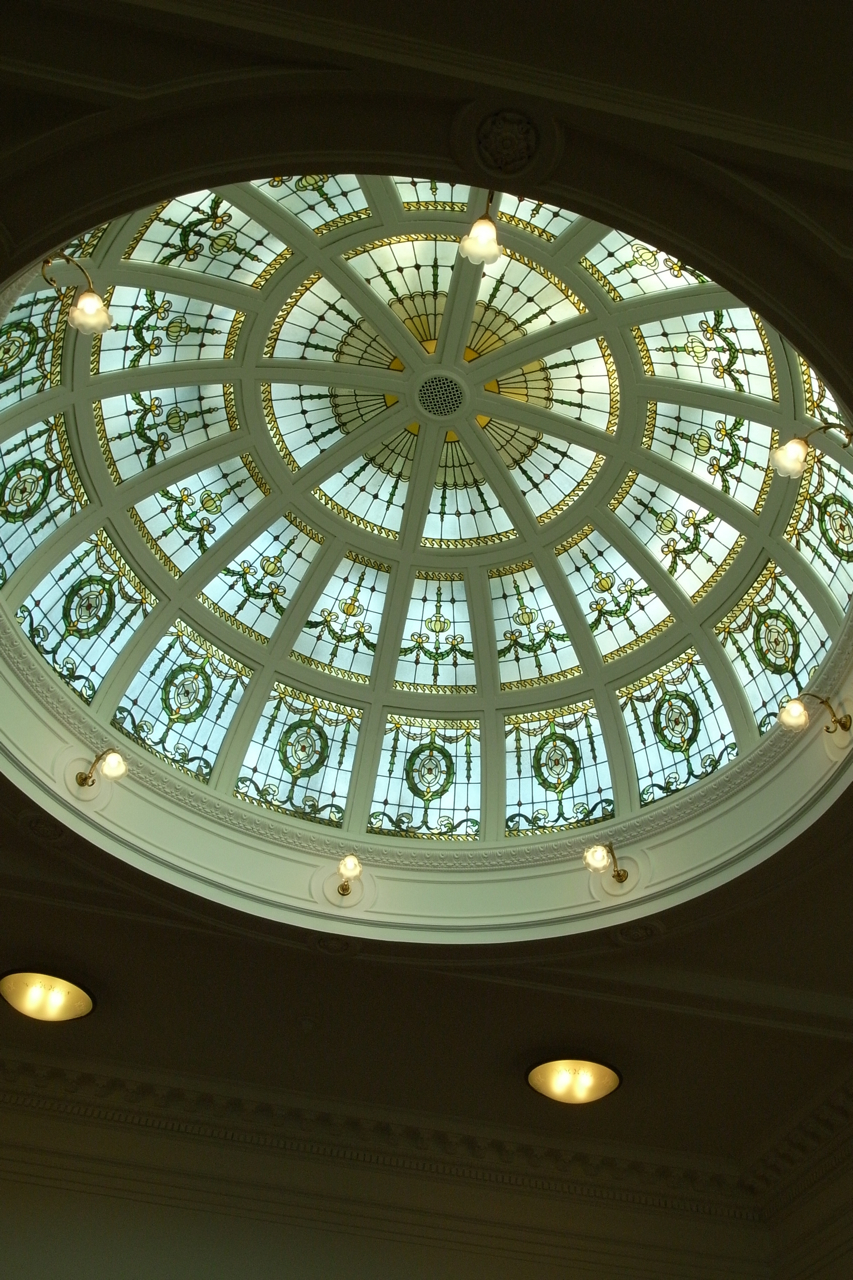
内部の天井
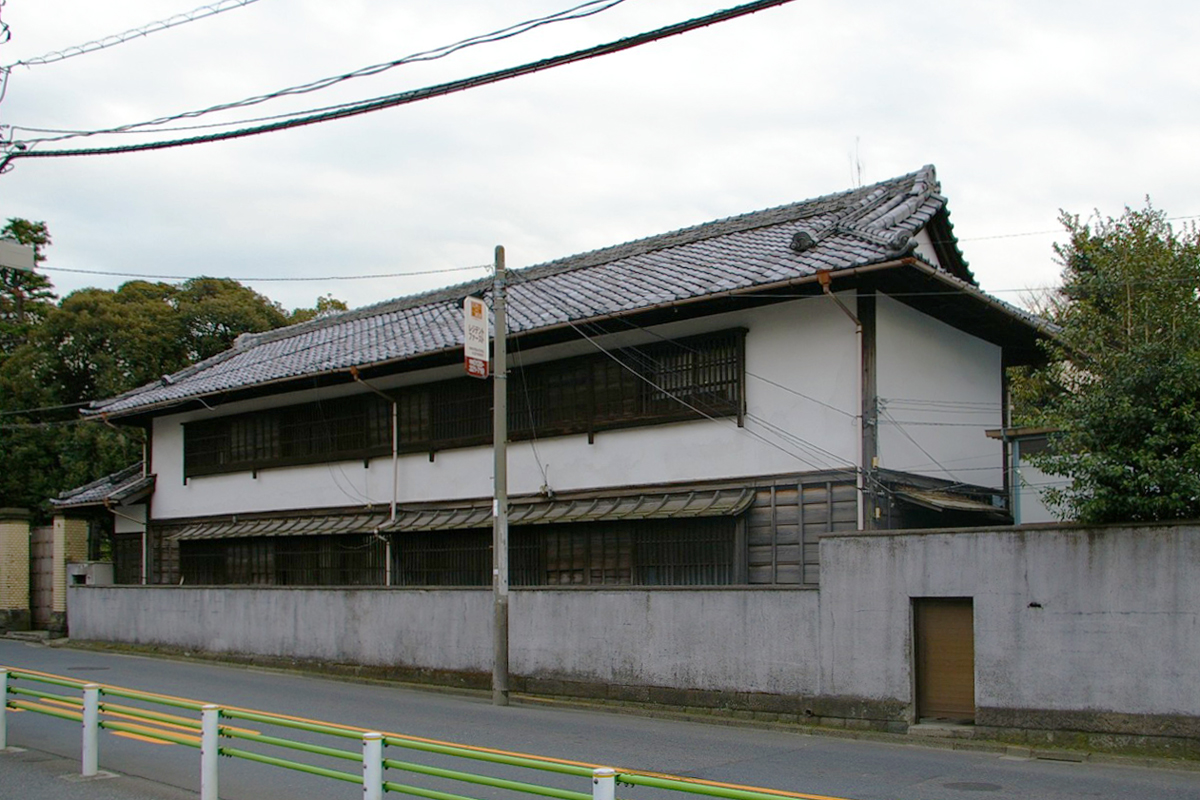
佐土原藩藩邸の長屋

## 関連書籍
- 綱町三井倶楽部記念誌編集委員会 企画・編集『綱町三井倶楽部』三井不動産、1990年7月。